# Nikolaj Vatutin
Nikolaj Fjodorovitj Vatutin, född 1901, död 1944, var en sovjetisk general som förde befäl över flera fronter under andra världskriget.
Den 28 februari 1944 färdades Vatutin långt bakom frontlinjen när hans kolonn råkade i ett eldöverfall vid byn Mylyatyn i Rivne oblast, utfört av Ukrainska upprorsarmén som motsatte sig sovjetisk kontroll av Ukraina. Vatutin sårades i överfallet och lades in på sjukhus i Kiev där han avled sex veckor senare av sepsis.